# Magnitogorsk
Magnitogorsk (del ruso: Магнитого́рск) es una ciudad ubicada al suroeste del óblast de Cheliábinsk, Rusia —muy cerca de la frontera con la república de Baskortostán—, en la ladera de los montes Urales y a la orilla del curso alto del río Ural. Su población en el año 2010 era de 407 000 habitantes.
Su economía se basa fuertemente en la industria del acero, de la que es un referente internacional.

## Historia
El desarrollo rápido de Magnitogorsk estuvo a la vanguardia de los planes quinquenales de Iósif Stalin en los años 1930, lo que fue considerado una obra maestra del proceso de industrialización soviético. Las enormes reservas de hierro en el área fueron el principal motivo para construir una planta de acero que fuera capaz de desafiar a sus rivales occidentales.
Sin embargo, un gran porcentaje de la mano de obra tenía pocas habilidades industriales y poca experiencia industrial. Para solucionar estas cuestiones, varios centenares de especialistas extranjeros llegaron para dirigir el trabajo, incluyendo un equipo de arquitectos encabezados por el alemán Ernst May. Según el plan original Magnitogorsk estaba inspirada en la ciudad de Pittsburgh, que en aquel tiempo era el centro más prominente de la producción de acero en los Estados Unidos.
La ciudad jugó un papel importante durante la Segunda Guerra Mundial. La mitad de todos los tanques soviéticos y un tercio de todos los proyectiles fueron fabricados en este lugar.
Los años posteriores a la perestroika de Mijaíl Gorbachov trajeron un cambio significativo en la vida de la ciudad. La planta siderúrgica fue reorganizada como una empresa privada, que ayudó con la reconstrucción del ferrocarril y el edificio de un nuevo aeropuerto.
Con el agotamiento de las principales reservas de hierro, Magnitogórsk tiene hoy en día que importar materias primas del depósito de Sokolvsko-Sarbaisky de Kazajistán.
Según el Blacksmith Institute, Magnitogorsk es una de las 25 ciudades del mundo más contaminadas.

## Mapas

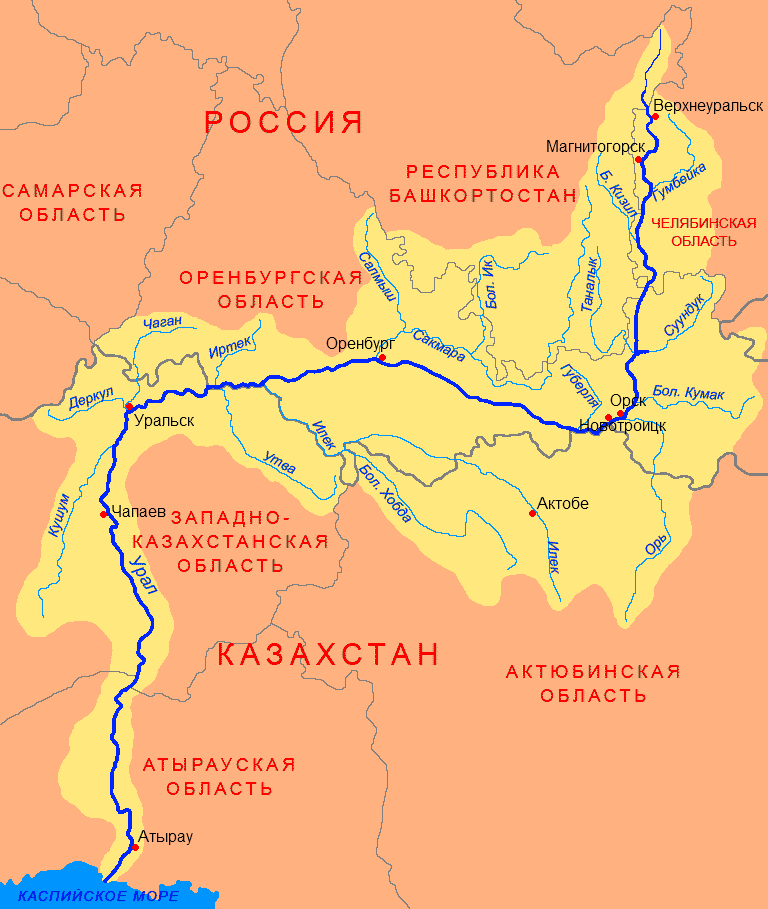
Mapa del río Ural donde aparece Magnitogorsk (Магнитогорск) a la orilla de su curso alto
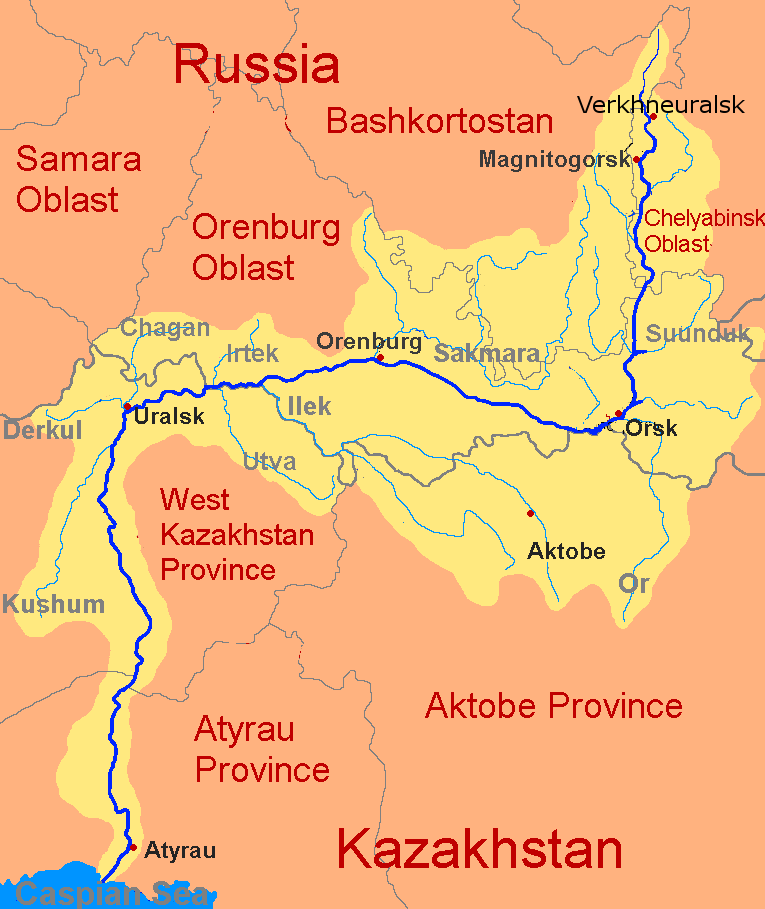
Mismo mapa en inglés

## Clima
| Parámetros climáticos promedio de Magnitogorsk (normales 1991–2020, extremos 1948–presente) | Parámetros climáticos promedio de Magnitogorsk (normales 1991–2020, extremos 1948–presente) | Parámetros climáticos promedio de Magnitogorsk (normales 1991–2020, extremos 1948–presente) | Parámetros climáticos promedio de Magnitogorsk (normales 1991–2020, extremos 1948–presente) | Parámetros climáticos promedio de Magnitogorsk (normales 1991–2020, extremos 1948–presente) | Parámetros climáticos promedio de Magnitogorsk (normales 1991–2020, extremos 1948–presente) | Parámetros climáticos promedio de Magnitogorsk (normales 1991–2020, extremos 1948–presente) | Parámetros climáticos promedio de Magnitogorsk (normales 1991–2020, extremos 1948–presente) | Parámetros climáticos promedio de Magnitogorsk (normales 1991–2020, extremos 1948–presente) | Parámetros climáticos promedio de Magnitogorsk (normales 1991–2020, extremos 1948–presente) | Parámetros climáticos promedio de Magnitogorsk (normales 1991–2020, extremos 1948–presente) | Parámetros climáticos promedio de Magnitogorsk (normales 1991–2020, extremos 1948–presente) | Parámetros climáticos promedio de Magnitogorsk (normales 1991–2020, extremos 1948–presente) | Parámetros climáticos promedio de Magnitogorsk (normales 1991–2020, extremos 1948–presente) |
| Mes                                                                                         | Ene.                                                                                        | Feb.                                                                                        | Mar.                                                                                        | Abr.                                                                                        | May.                                                                                        | Jun.                                                                                        | Jul.                                                                                        | Ago.                                                                                        | Sep.                                                                                        | Oct.                                                                                        | Nov.                                                                                        | Dic.                                                                                        | Anual                                                                                       |
| ------------------------------------------------------------------------------------------- | ------------------------------------------------------------------------------------------- | ------------------------------------------------------------------------------------------- | ------------------------------------------------------------------------------------------- | ------------------------------------------------------------------------------------------- | ------------------------------------------------------------------------------------------- | ------------------------------------------------------------------------------------------- | ------------------------------------------------------------------------------------------- | ------------------------------------------------------------------------------------------- | ------------------------------------------------------------------------------------------- | ------------------------------------------------------------------------------------------- | ------------------------------------------------------------------------------------------- | ------------------------------------------------------------------------------------------- | ------------------------------------------------------------------------------------------- |
| Temp. máx. abs. (°C)                                                                        | 3.0                                                                                         | 4.6                                                                                         | 16.5                                                                                        | 30.1                                                                                        | 34.8                                                                                        | 38.5                                                                                        | 39.1                                                                                        | 37.2                                                                                        | 35.1                                                                                        | 24.3                                                                                        | 15.8                                                                                        | 8.2                                                                                         | 39.1                                                                                        |
| Temp. máx. media (°C)                                                                       | -10.1                                                                                       | -8.4                                                                                        | -1.4                                                                                        | 10.9                                                                                        | 20.1                                                                                        | 24.5                                                                                        | 25.4                                                                                        | 24.0                                                                                        | 17.6                                                                                        | 9.2                                                                                         | -1.3                                                                                        | -8.0                                                                                        | 8.5                                                                                         |
| Temp. media (°C)                                                                            | -14.3                                                                                       | -13.4                                                                                       | -6.3                                                                                        | 4.7                                                                                         | 13.0                                                                                        | 17.9                                                                                        | 19.3                                                                                        | 17.4                                                                                        | 11.1                                                                                        | 3.9                                                                                         | -5.3                                                                                        | -12.1                                                                                       | 3.0                                                                                         |
| Temp. mín. media (°C)                                                                       | -18.6                                                                                       | -18.2                                                                                       | -11.0                                                                                       | -0.9                                                                                        | 6.0                                                                                         | 11.1                                                                                        | 13.2                                                                                        | 11.2                                                                                        | 5.3                                                                                         | -0.7                                                                                        | -9.1                                                                                        | -16.2                                                                                       | -2.3                                                                                        |
| Temp. mín. abs. (°C)                                                                        | -42.8                                                                                       | -42.8                                                                                       | -36.1                                                                                       | -23.9                                                                                       | -8.9                                                                                        | -2.8                                                                                        | 3.2                                                                                         | 0.0                                                                                         | -11.1                                                                                       | -21.0                                                                                       | -36.1                                                                                       | -38.9                                                                                       | -42.8                                                                                       |
| Precipitación total (mm)                                                                    | 20                                                                                          | 19                                                                                          | 23                                                                                          | 27                                                                                          | 31                                                                                          | 37                                                                                          | 56                                                                                          | 44                                                                                          | 25                                                                                          | 27                                                                                          | 24                                                                                          | 19                                                                                          | 352                                                                                         |
| Días de lluvias (≥ 1 mm)                                                                    | 0.1                                                                                         | 0.2                                                                                         | 2                                                                                           | 7                                                                                           | 12                                                                                          | 13                                                                                          | 15                                                                                          | 13                                                                                          | 12                                                                                          | 9                                                                                           | 4                                                                                           | 0.4                                                                                         | 88                                                                                          |
| Días de nevadas (≥ 1 mm)                                                                    | 17                                                                                          | 14                                                                                          | 11                                                                                          | 5                                                                                           | 1                                                                                           | 0.2                                                                                         | 0                                                                                           | 0.1                                                                                         | 1                                                                                           | 6                                                                                           | 13                                                                                          | 15                                                                                          | 83                                                                                          |
| Humedad relativa (%)                                                                        | 83                                                                                          | 80                                                                                          | 80                                                                                          | 67                                                                                          | 58                                                                                          | 60                                                                                          | 67                                                                                          | 68                                                                                          | 69                                                                                          | 73                                                                                          | 81                                                                                          | 82                                                                                          | 72                                                                                          |
| Fuente: Pogoda.ru.net                                                                       |                                                                                             |                                                                                             |                                                                                             |                                                                                             |                                                                                             |                                                                                             |                                                                                             |                                                                                             |                                                                                             |                                                                                             |                                                                                             |                                                                                             |                                                                                             |

## Galería

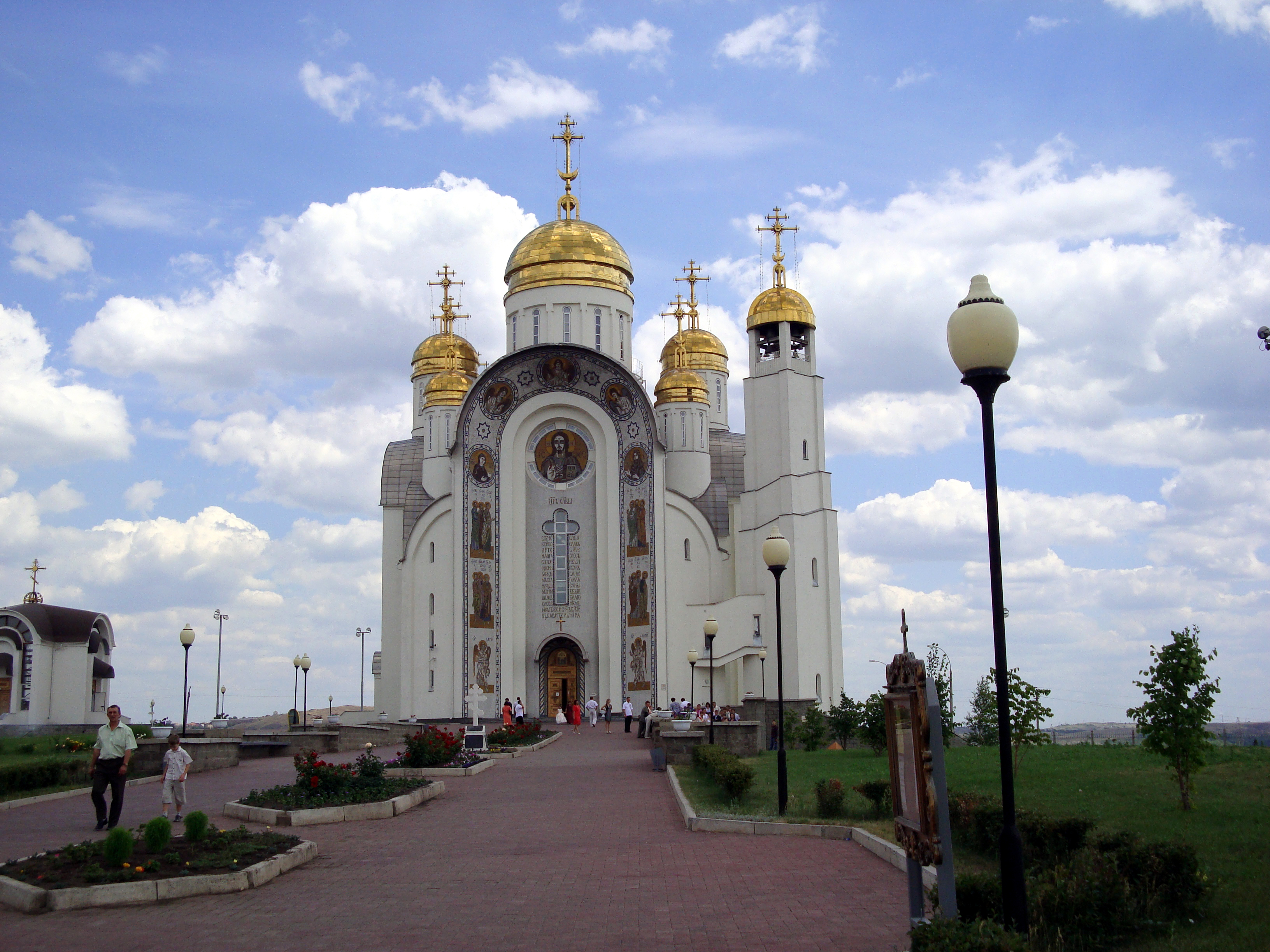
Iglesia de la Ascensión de Cristo.
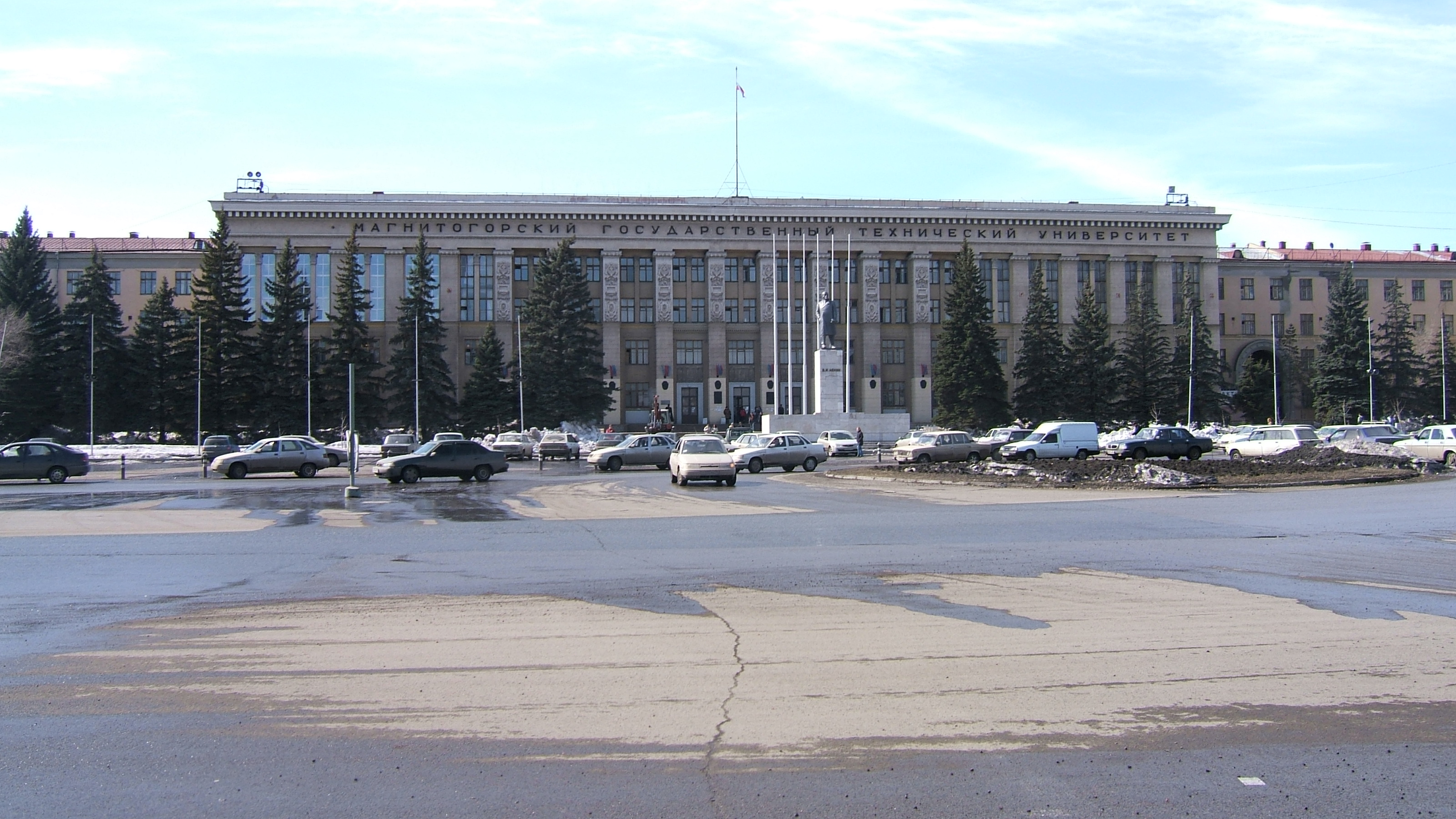
Universidad Técnica Estatal de Magnitogorsk
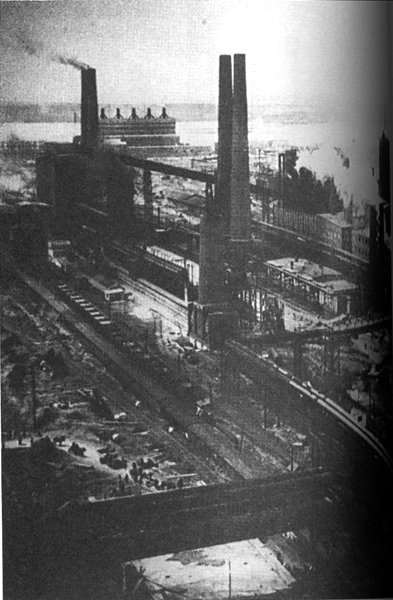
Magnitogorsk en 1930